# Donald Piper (asesino)
Donald Arthur Piper (nacido el 11 de mayo de 1961) es un asesino estadounidense y presunto asesino en serie condenado por matar a dos mujeres en hoteles alrededor de West Des Moines y Clive, Iowa en 1993 y 1997, pero es considerado sospechoso de otros cuatro asesinatos. Por sus crímenes confirmados, Piper fue declarado culpable y sentenciado a dos cadenas perpetuas.

## Primeros años
Donald Arthur Piper nació el 11 de mayo de 1961 en West Des Moines, Iowa. Poco se sabe de sus antecedentes personales, excepto que aparentemente sufría frecuentes dolores de cabeza cuando era adolescente. En 1979, comenzó a trabajar como ingeniero de mantenimiento para un hotel Hyatt en Des Moines. En 1984, fue trasladado a trabajar a Denver, Colorado, durante dos años antes de regresar finalmente a Des Moines, donde trabajó para varios otros hoteles en los años siguientes.
Piper no tenía antecedentes penales hasta 1993, cuando una empleada doméstica de un Holiday Inn en el que trabajaba presentó una demanda por acoso sexual en su contra. En la demanda, Morris afirmó que la acechaba incesantemente, le escribía cartas de amor y la acariciaba, y en una ocasión incluso la encerró en un armario de limpieza en un intento de obligarla a tener relaciones sexuales. Además de esto, afirmó que otros empleados le tenían miedo debido a su mal carácter, y que incluso llegó a cambiar la cerradura de la habitación cuando la pareja tenía relaciones sexuales, lo que ella describió como muy violento y rudo. El propio Piper negó las acusaciones y afirmó que fue consensual, admitiendo únicamente que efectivamente había engañado a su esposa. El asunto finalmente se resolvió extrajudicialmente por una cantidad de dinero no revelada.

## Asesinatos
El 23 de agosto de 1993, un empleado que trabajaba allí encontró el cuerpo de Patricia Lange, de 36 años, en la habitación 732 de un Holiday Inn en West Des Moines, Iowa. La habían atado y evidentemente estrangulada con algún tipo de ligadura. En el momento de su muerte, Lange acababa de regresar a su Iowa natal desde Denver, Colorado y comenzó a trabajar como administradora de bases de datos para Northwest Mortgages, Inc. Como era conocida como una mujer académicamente talentosa Sin enemigos conocidos, el asesinato fue un shock para todos los que la conocían. A pesar de confiscar su automóvil prestado y reunir varios elementos de la escena del crimen, los investigadores no pudieron identificar a un posible sospechoso en el caso. En respuesta a esto, sus empleadores y los propietarios del Holiday Inn ofrecieron una recompensa de 50.000 dólares por cualquier información que pudiera conducir a un arresto.
Cuatro años después, el 4 de septiembre de 1997, Zurijeta Sakanovic, de 21 años, fue encontrada muerta a puñaladas en un Budgetel Inn en Clive. Sakanovic, que había emigrado recientemente a Estados Unidos con su familia desde Teslić, Bosnia y Herzegovina, trabajaba como empleada doméstica en el hotel junto con otros refugiados que huían de la persecución en su país natal. Al igual que Lange antes que ella, no hubo sospechosos inmediatos en el asesinato de Sakanovic, y el caso quedó congelado después de un tiempo. Debido al shock que experimentaron por el asesinato de su hija, la familia Sakanovic decidió abandonar los Estados Unidos y regresar a Bosnia.

## Arresto, juicio y encarcelamiento
A mediados de enero de 2000, la policía empezó a centrar su atención en Piper, ya que trabajaba como ingeniero mecánico en los hoteles antes mencionados y, por tanto, tenía las llaves de todas las habitaciones del edificio. Antes de que se presentaran cargos contra él, aceptó ser entrevistado por The Des Moines Register, en el que se quejó de que la vigilancia policial estaba arruinando su vida familiar y le había costado su trabajo debido a sus prácticas. Su abogado, Alfredo Parrish, se hizo eco de este sentimiento y afirmó que la conducta de los agentes era "escandalosa".
Unos días después de esta entrevista, Piper fue acusada oficialmente del asesinato de Lange. Al enterarse de esto, se entregó en la comisaría local, acompañado de su abogado. Después de su arresto, fue retenido en la cárcel del condado de Polk con una fianza de $500,000. Finalmente fue llevado a juicio por su asesinato, pero finalmente resultó en un juicio nulo debido al hecho de que la fiscalía manejó mal las pruebas y no reveló el hecho de que tenían pruebas de muestras de ADN que, según afirmaban anteriormente, habían sido destruidas, según a Parrish. Debido a esto, el juicio fue reprogramado para enero de 2001.
Esta fecha inicial se retrasó hasta abril de 2001, ya que Piper tuvo que someterse a una terapia farmacológica en febrero y fue considerada temporalmente incompetente para ser juzgada. Después de recuperar la competencia, fue juzgado y finalmente declarado culpable del asesinato de Lange, por el que recibió la sentencia obligatoria de cadena perpetua sin libertad condicional. Al año siguiente, fue juzgado por el asesinato de Sakanovic y, debido a la abrumadora cantidad de pruebas que lo vinculaban con el caso, fue nuevamente declarado culpable y condenado a una segunda cadena perpetua sin libertad condicional. En la fase de sentencia, la cuñada de Sakanovic, Emsuda, hizo una declaración ante el tribunal proclamando que su familia lo despreciaba y deseaba que sufriera en prisión, a lo que Piper no respondió.
Después de su condena, Piper fue trasladado para cumplir su condena en la Penitenciaría Estatal de Iowa en Fort Madison. En 2009, presentó una apelación ante el tribunal del condado de Polk, alegando asistencia letrada ineficaz. Esta afirmación fue rechazada por el juez Joel Novak, quien afirmó que sus abogados eran profesionales y no cometieron ninguno de los errores que, según él, habían cometido en su apelación. En mayo de 2022, Piper todavía está encarcelada en la Penitenciaría Estatal de Iowa.

## Otras posibles víctimas
Poco antes del inicio del juicio a Lange, The Des Moines Register publicó un artículo en el que se afirmaba que varias agencias policiales estaban investigando a Piper como sospechosa del asesinato de cuatro mujeres más. Fueron los siguientes:
- Connie Jo Bodensteiner (8 de agosto de 1995): una prostituta de 24 años cuyo cuerpo semidesnudo fue encontrado dentro de un casillero en Des Moines. Había sido estrangulada hasta la muerte y fue vista por última vez saliendo del juzgado del condado de Polk el 1 de agosto. La policía investigó a varias personas en relación con su asesinato, pero ninguna condujo a un arresto.[20]
- Martha Erickson (22 de noviembre de 1995): una mujer de 47 años cuyo cuerpo fue encontrado en un área no incorporada cerca de Carlisle por dos personas que paseaban a sus perros. La habían apuñalado, la habían matado a golpes y finalmente la habían ahogado, y el agua se llevó la mayor parte de las posibles pruebas.[20] Las autoridades investigaron a Piper y a otro hombre, el delincuente sexual y asesino convicto Jerry Lee Proctor, pero ninguno de los dos fue acusado del asesinato.
- Julie Bell Davis (28 de agosto de 1997): empleada de una empresa de publicidad de 33 años que fue encontrada muerta a puñaladas en la trastienda de una oficina en el centro de Des Moines. La habían apuñalado repetidamente en el pecho y no mostraba signos de agresión sexual. Piper estaba entre los sospechosos interrogados en este caso, pero no fue acusado.[20]
- Mariana Redrovan (16 de enero de 1998): una empleada doméstica ecuatoriana de 15 años que fue encontrada muerta a puñaladas en el hotel donde trabajaba en West Des Moines. Piper fue interrogado repetidamente en este caso específico, ya que se parecía mucho a sus asesinatos confirmados, pero nunca fue acusado y las autoridades se negaron a confirmar si todavía sigue siendo sospechoso.[20]

## En el medio
El caso fue cubierto por múltiples programas de televisión, entre ellos: Cold Case Files, Unusual Suspects y I, Detective.